# إسطبة

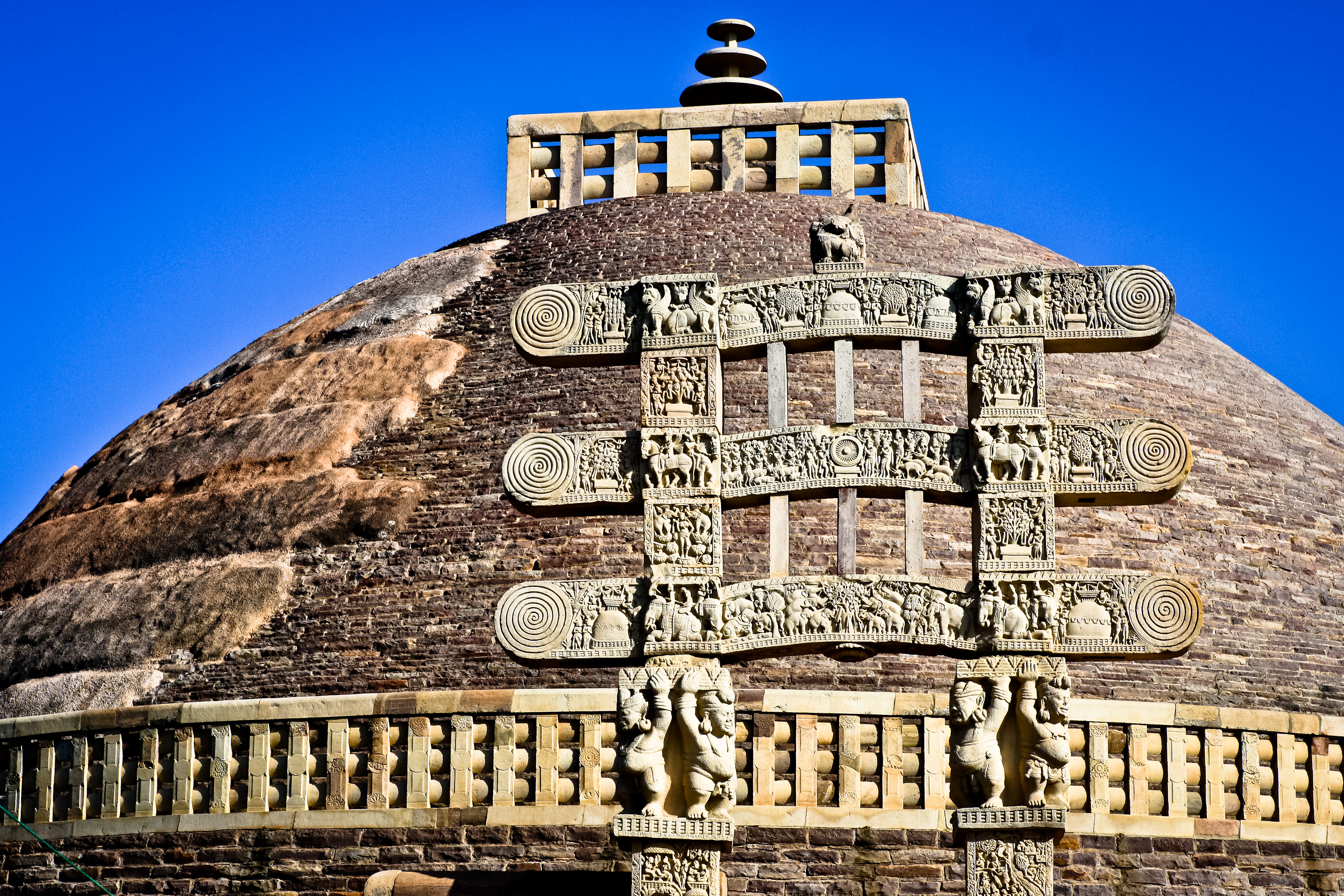
قبة إسطبَّة العظمى في سانشي، الهند، والتي أنشئها أشوكا العظيم بين القرن الأول إلى الرابع قبل الميلاد

الإسْطَبَّة أو الأُسطُبة هو بناء يشبه التلة ويحوي على آثار بوذية، وعلى رماد الأموات، وهي تستخدم بالعادة من قبل البوذيين للتأمل ووفقا لاعتقاد البوذيين فإنها تحوي بقايا رماد من بوذا أو واحد من طلابه أو طلاب طلابه.

## الوصف والتاريخ
لقد استخدمت إسطبَّة مكانًا للدفن من قبل البوذيين

## الصور

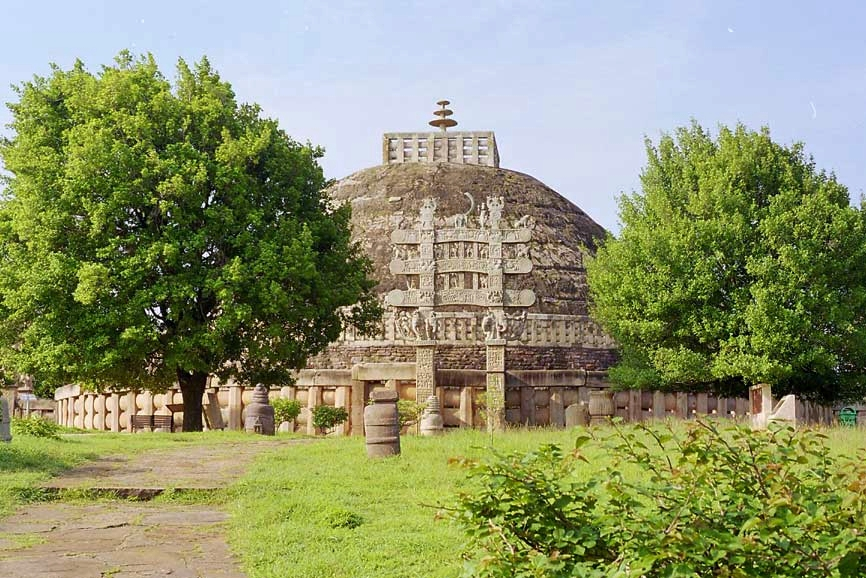
إسطبَّة العظمى في سانشي، الهند، والتي أنشئها أشوكا العظيم بين القرن الأول إلى الرابع قبل الميلاد .
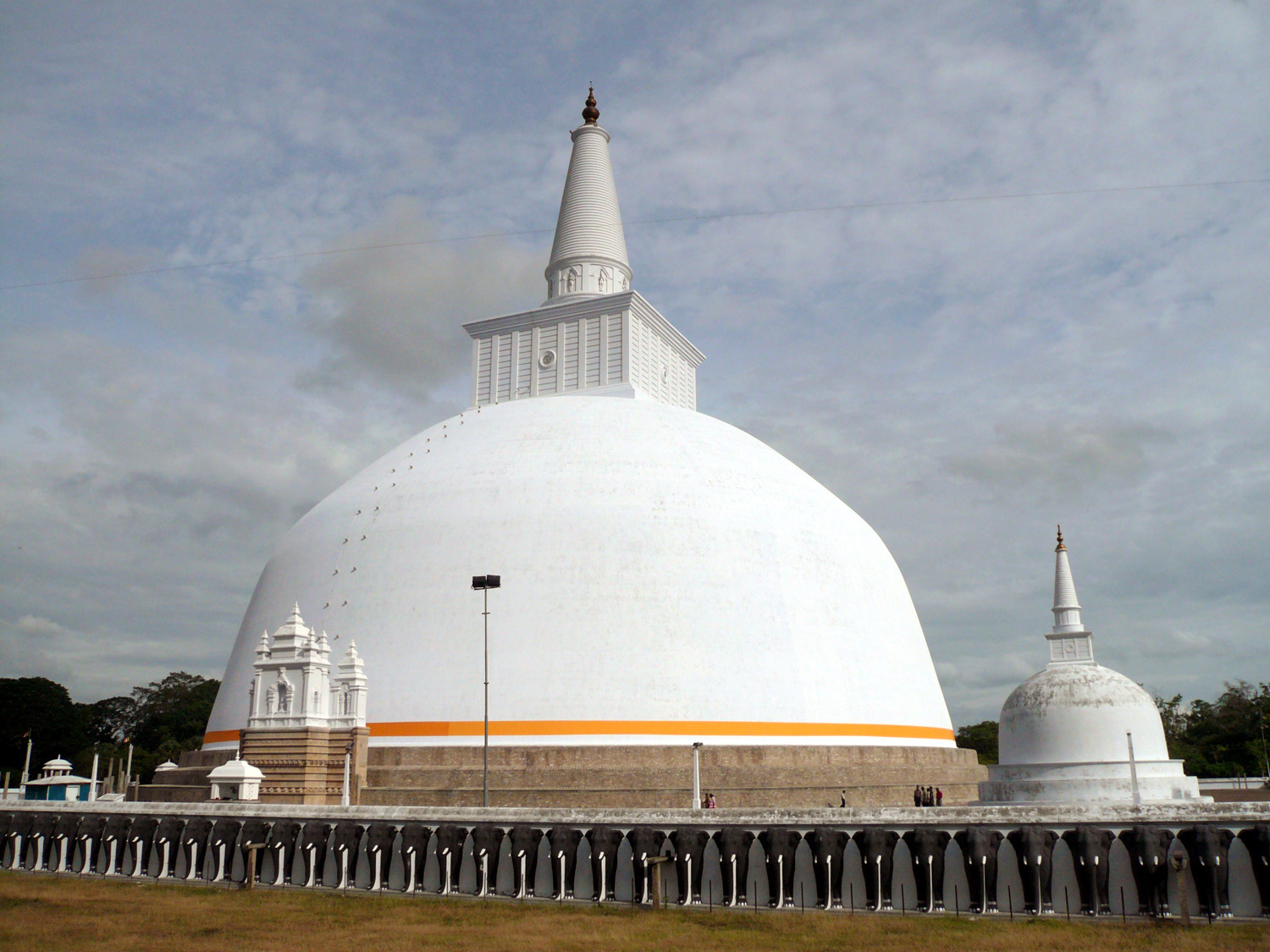
المدينة المقدسة من أنورادهابورا، سري لانكا.
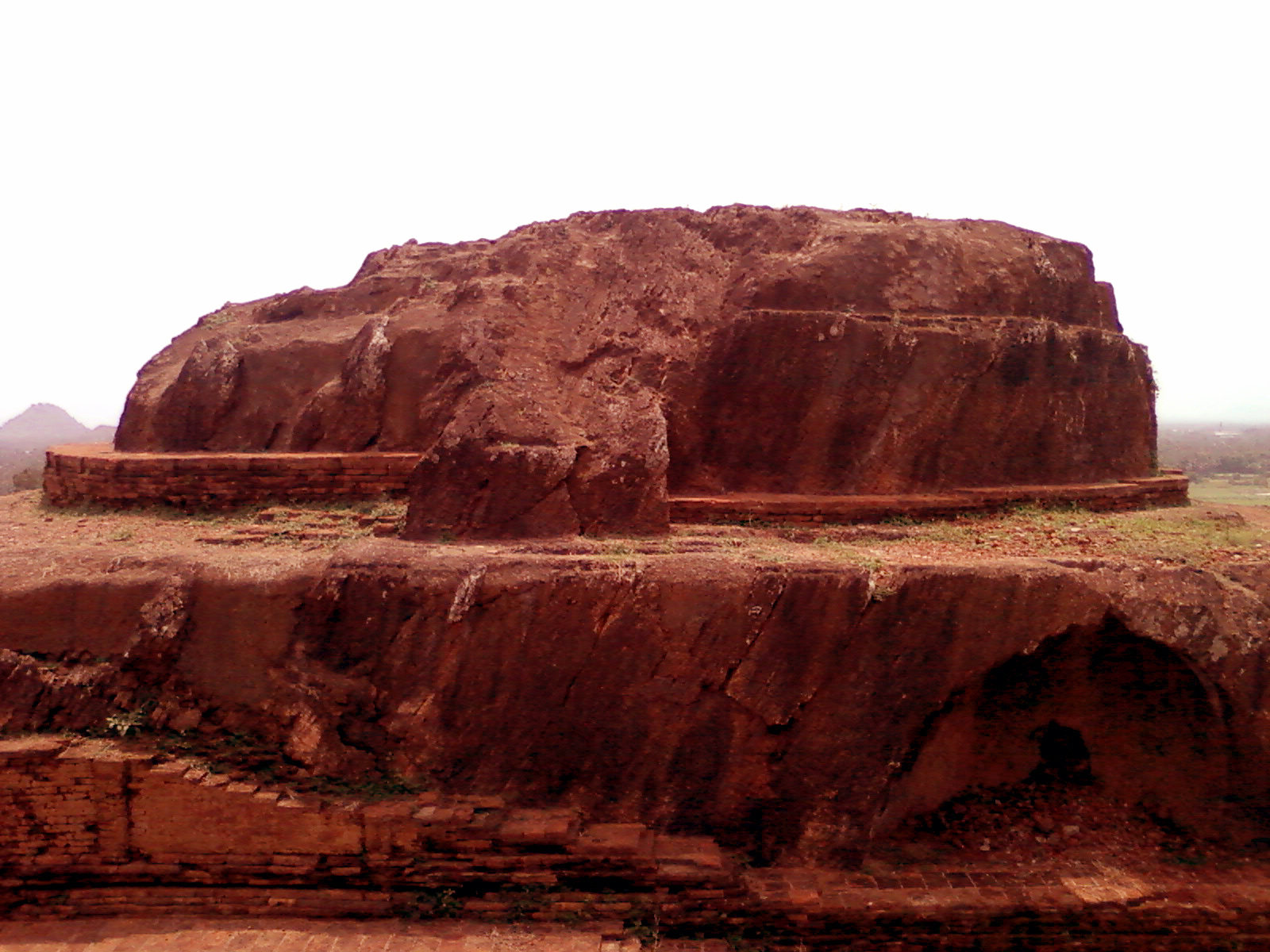
في ولاية اندرا براديش، الهند
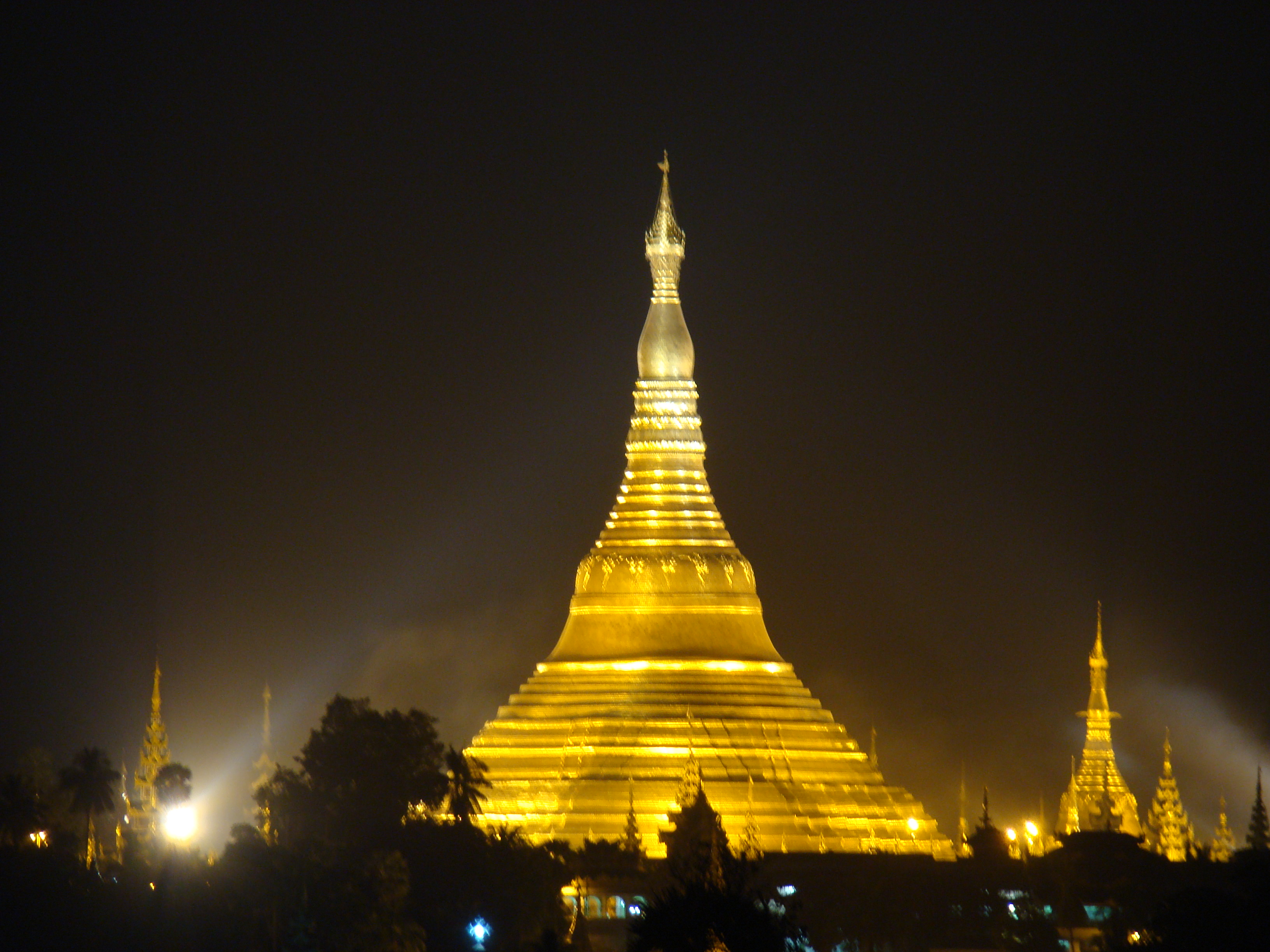
المعالم المعمارية المختلفة التي تشمل معبد شويداغون والأبراج البوذية، في يانغون، ميانمار.
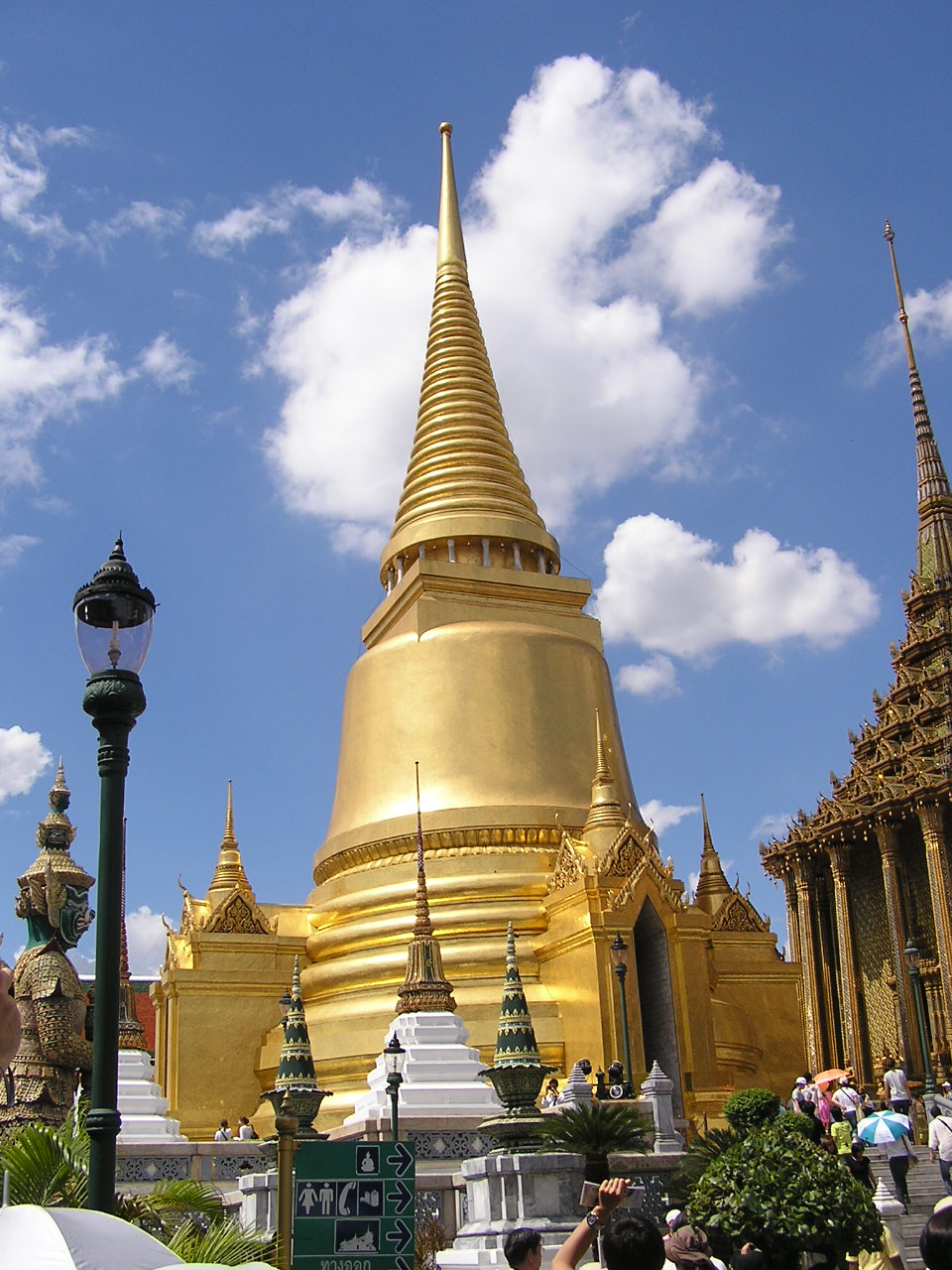
في بانكوك، تايلند.
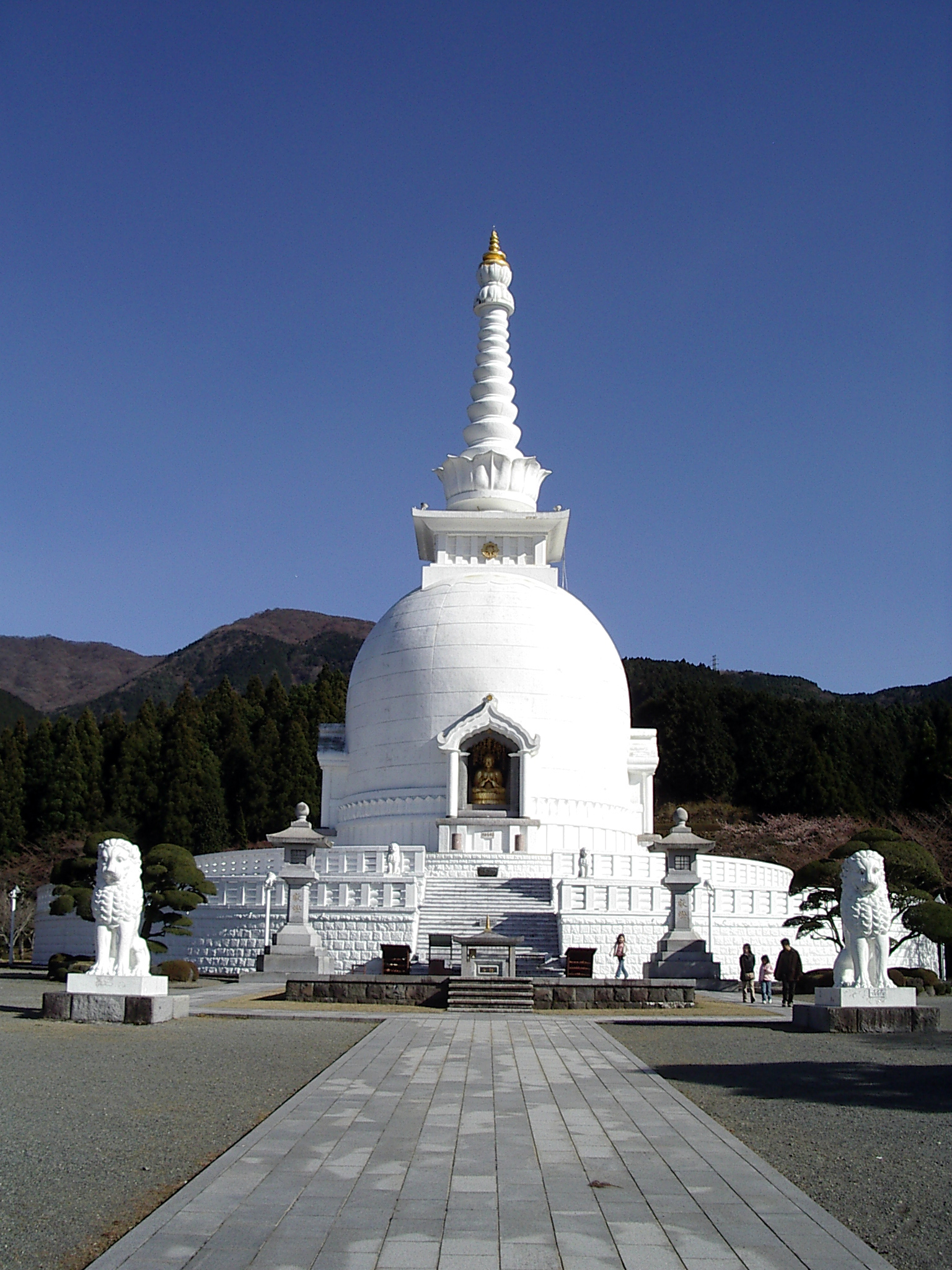
في شيزوكا، اليابان.
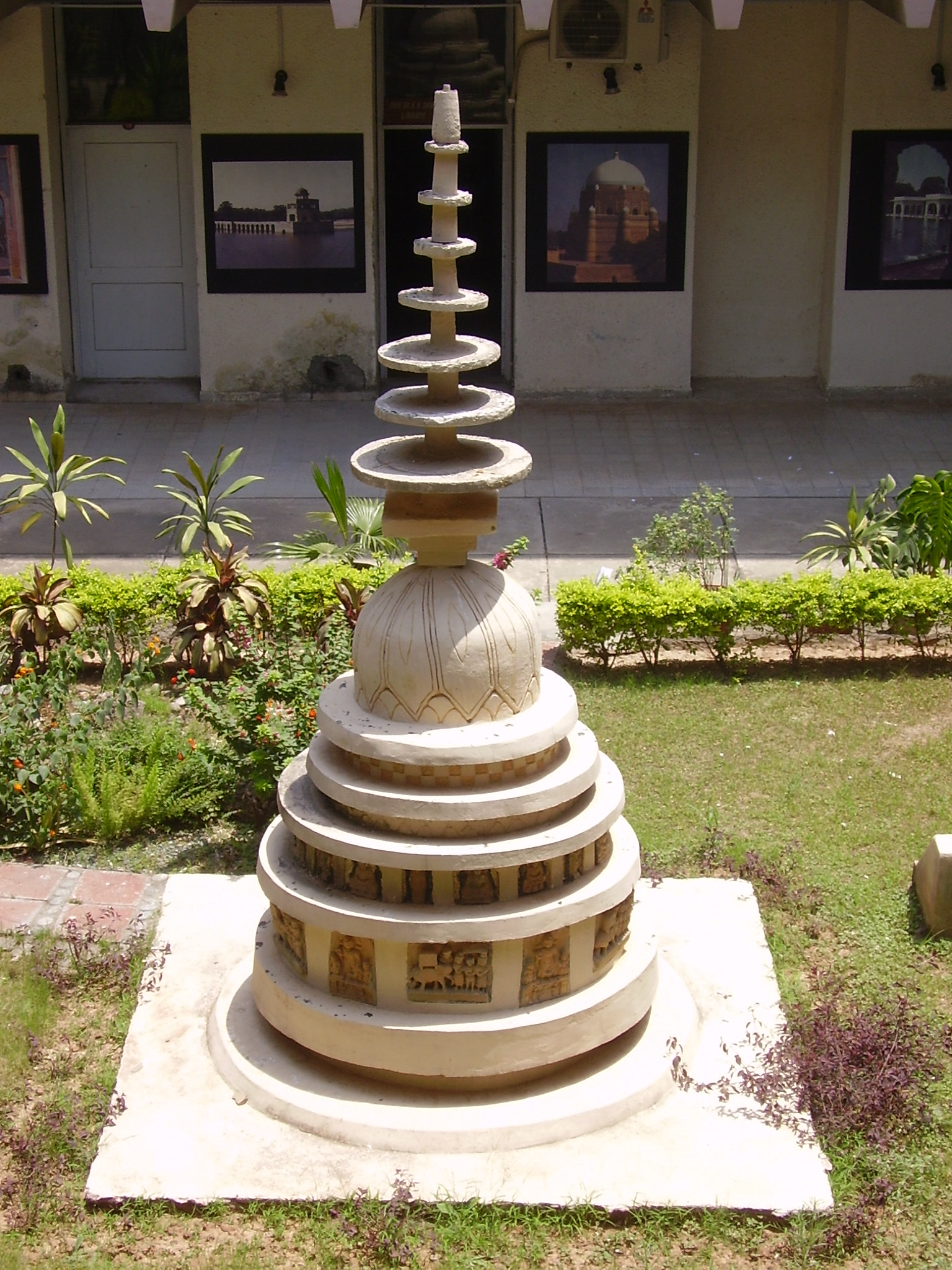
في إسلام أباد، باكستان.
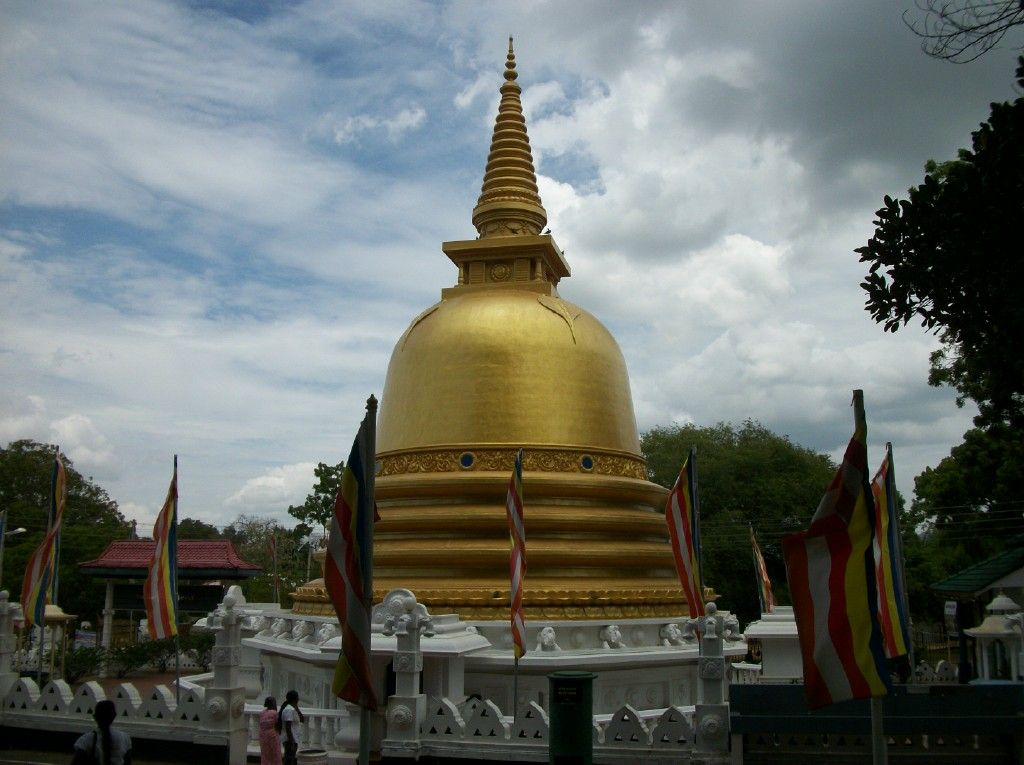
المعبد الذهبي، سريلانكا